# Vatilí
Vatilí är en ort i Cypern.   Den ligger i distriktet Eparchía Ammochóstou, i den östra delen av landet, 27 km öster om huvudstaden Nicosia. Vatilí ligger 57 meter över havet och antalet invånare är 2 129. Den ligger på ön Cypern.
Terrängen runt Vatilí är platt. Trakten runt Vatilí är ganska glesbefolkad, med 48 invånare per kvadratkilometer. Närmaste större samhälle är Pérgamos, 11,3 km söder om Vatilí. Trakten runt Vatilí består till största delen av jordbruksmark.